# Whitemans Pond
Whitemans Pond är en reservoar i Kanada.   Den ligger i provinsen Alberta, i den centrala delen av landet, 3 000 km väster om huvudstaden Ottawa. Whitemans Pond ligger 1 689 meter över havet.
I omgivningarna runt Whitemans Pond växer i huvudsak barrskog. Runt Whitemans Pond är det ganska tätbefolkat, med 124 invånare per kvadratkilometer.